# 텀블벅
텀블벅(tumblbug)은 대한민국에서 서비스 중인 대표적인 크라우드 펀딩 사이트 중 하나로 예술, 문화 컨텐츠를 중점적으로 다루고 있다. 특히 그 중에서도 독립적인 문화창작자들의 지원을 목표로 한다.

## 역사
텀블벅(tumblbug)은 2010년 대학에서 영화를 전공하는 염재승과 디자인을 전공하던 소원영을 비롯한 4명의 멤버가 주축이 되어 만들었다. 2011년 1월 14일 법인 등록을 마쳤으며, 같은 해 3월 30일 시범운영을 시작하였다. 2020년 6월 핸드메이드 플랫폼 아이디어스를 운영하는 주식회사 백패커에 인수되었다.

## 특징
텀블벅(tumblbug)의 특징은 역시 다양한 분야에 다양한 시도들을 적극 권장하며 지원하려는데 있다. 크라우드 펀딩의 특성상 창작물에 필요한 자금에 대한 영향행사가 거의 존재하지 않기 때문에 텀블벅이 추구하는 독립적인 문화컨텐츠 제작에 큰 장점으로 작용한다. 또한 어느 누구든 자신의 창작에 대한 프로젝트를 올릴 수 있으며 후원을 요청할 수 있다. 후원자는 후원의 대가로 차후 프로젝트 완료 시 소정의 기념품을 전달받으며 이는 후원금에 따라 차등적으로 분배된다.

프로젝트는 일정 기간을 설정하여 그 기간안에 목표 금액을 달성해야만 후원된 금액을 이체하여 창작자에게 전해주는 시스템을 사용하며 만약 설정한 기간내에 목표기금의 수치에 도달하지 못할시 후원금 자체가 이체되지 않으며 창작자에게도 전해지지 못한다. 즉, 일정한 금액이 모이기 전까지는 창작자와 후원자 어느 누구도 리스크를 지지 않는 구조로 설계되어 있다.
크라우드 펀딩의 특성상 런칭 전에 커뮤니티를 잘 형성해 놓는 것이 중요하다. 초반에 창작자의 팬이나 네트워크에서 밀어주면 보다 빨리 캠페인이 확산될 수 있다. 평균적으로 모금액의 40프로가 팬이나 주변 네트워크에서, 60프로가 새로운 후원자들에게서 모인다고 생각하면 된다.
텀블벅에서 추천하는 프로젝트에 한해 SNS홍보나 뉴스레터, 보도자료 등을 통해 홍보를 도와주고 있다.

## 수익성
텀블벅(tumblbug)은 "후원금 마련에 성공한" 프로젝트에 한하여 유지비용으로 후원금의 5%에 해당하는 수수료를 받는다.
(후원자들의 결제 수수료까지 포함하면 8%로 다른 크라우드 펀딩 회사에 비해 조금 저렴한 편이다.)